# 永
永（えい）とは、日本における永楽通宝（永楽銭）の略称。もしくは、永楽通宝から派生した貨幣の計算単位。江戸時代には1両の1000分の1を意味していた。

## 概要
古代より日本では稲で租などの税を納付する場合には穎稲の形で納める規定があり、中世に入って穎稲に代わって貨幣で納税を行う代銭納が登場すると、穎稲の代わりに納付する貨幣のことを穎銭もしくは単に「穎」と称した。また、これとは別に室町時代以後、明から永楽通宝が日本に流入すると、東国を中心に永楽通宝が広く用いられ、この地域では代銭納を含めた貨幣による納税の場においても永楽通宝をもって徴収する例が多かった。このため、永楽通宝を単に「永」と称する慣行が発生した。後に同じ“エイ”と読む「穎」と「永」が混用され、穎銭の意味でも「永」と呼ばれるようになった。
徳川氏の関東地方移封後、同地方の畑作地帯における年貢賦課額については石高制導入が困難であったことから、従来の永高によって表示を行った。江戸幕府成立後の慶長13年（1608年）は、永楽通宝の流通を禁止するとともに永楽通宝1貫文（1000枚）＝鐚銭4貫文＝金1両の換算規定が設けられた。永楽通宝は寛永通宝の発行後にはほとんど流通することはなくなったが、永高による年貢賦課額の表示は継続されたために、「永」も1両の1000分の1を示す計算単位として引き続き用いられ、永高で示された年貢額を現行の金貨や銅銭などをもって納税していた。そのため「永」は金貨単位の「朱」未満の端数の計算にも用いられた。幕府の発行した1朱未満の金貨単位の金属貨幣は存在しないが、藩札では1朱未満の金貨単位の金額が「永銭～文」の形で表示された例がある（地方貨幣の金属貨幣では、「永銭～文」の形ではないが、1朱未満の金貨単位の金額としては「琉球通宝半朱」の例がある）。